# Tales (série de jogos eletrônicos)
A série Tales of (テイルズオブ, Teiruzu obu)(Relatos de, ou Contos de), é uma série de Video game RPG publicada pela Namco. A série é muito popular no Japão; diversos títulos foram lançados na América do Norte e apenas quatro na Europa.
Tales of Phantasia foi desenvolvido pela Wolfteam em 1994, para ser lançado ao mercado em 1995 para o vídeo game SNES. A maioria da equipe de desenvolvimento envolvido abandonou Telenet Japan depois que o jogo foi publicado, formando tri-Ace, quem se encarrega de desenvolver as séries de jogos Star Ocean e Valkyrie Profile, publicadas pela Square Enix.
Os jogos Tales of continuaram a ser desenvolvidos pela Wolfteam e publicados pela Namco até o lançamento de Tales of Destiny 2, quando ambas companhias se uniram para formar o Tales Studio, e moveram toda a equipe Wolfteam para a nova companhia. Da equipe original que trabalhou em Tales of Phantasia, ficaram apenas o diretor da série Eiji Kikuchi e os compositores Motoi Sakuraba e Shinji Tamura. A Tales Studio tem, desde então, produzido todos os títulos da série principal, excluindo Tales of Legendia e Tales of Innocence, que foram produzidos, respectivamente, pelo Team MelFes e pela Alfa System. Todos os títulos da série possuem personagens desenhados por Kosuke Fujishima (Phantasia, Symphonia, Abyss e Vesperia ou os jogos desenvoldidos pelo Team Symphonia) ou Mutsumi Inomata (os jogos desenvolvidos pelo Team Destiny, ou seja, todos os outros com exceção de Tales of Legendia, que teve como desenhista Kazuto Nakazawa).
Em 2007, o produtor Makoto Yoshizumi anunciou dois tipos diferentes de jogos da série, os títulos da série-mãe ("Mothership Titles"), e os títulos secundários ("Escort Titles"). Todos os jogos principas até Tales of the Abyss foram classificados como "títulos da série-mãe", enquanto Tales of the Tempest foi classificado como "título secundário", removido da série principal. Tales of Innocence faz parte da série-mãe e é o primeiro título da série no Nintendo DS.

## Desenvolvimento

### Sistema de Batalhas (Battle System)
A série possui um sistema de batalhas único para um RPG. Ele assemelha-se muito a um sistema de batalhas de um jogo de luta 2D (como Street Fighter) e é conhecido como "Linear Motion Battle System" (Sistema de Batalhas de Movimentação Linear, ou LMBS). Normalmente, o jogador tem o controle direto sobre um personagem (muitas vezes o protagonista), e pode movê-lo pelo cenário em qualquer sentido desejado. Ao apertar o botão de ataque ao mesmo tempo em que se pressiona o direcional, o personagem pode executar diversos ataques diferentes, de simples cortes com a espada à facadas horizontais ou verticais. Em alguns jogos, as armas dos personagem têm valores de força diferentes para cortes ("Slash") e facadas ("Thrust"). Existem três formas diferentes de se controlar cada personagem: Auto, Semi-Auto e Manual. A primeira opção permite que o personagem seja inteiramente controlado pelo computador e a segunda faz com que o personagem aproxime-se do inimigo antes de atacar e defenda-se automaticamente. Já a última opção oferece controle total ao jogador, sendo possível pular, semelhante a um jogo de luta de verdade. A qualquer momento, o jogador pode pausar a luta e abrir um menu, que possibilita o uso de itens, a seleção de habilidades e magias a serem usadas (assim como o alvo), a modificação do comportamento de seus companheiros durante a batalha (atacar de perto ou de longe, focar em defesa ou ataque, perseguir o mesmo inimigo que o jogador, proteger outros personagens, etc.) além de outras opções.
Os jogos mais recentes permitem que até quatro jogadores participem de uma batalha (o acessório MultiTap é necessário nos jogos de Playstation e Playstation 2) controlando personagens que seriam normalmente controlados pelo computador (com a exceção de Tales of Legendia, que foi produzido por uma equipe diferente). O LMBS tem se desenvolvido progressivamente ao evoluir da série. Tales of Phantasia começou com o modo Semi-Automático (Semi-Auto), Tales of Destiny adicionou o modo Manual (com exceção da versão de GBA de Tales of Phantasia, onde é possível usar o modo Manual com um equipamento específico) e a opção Multiplayer, onde mais de um personagem pode ser controlado por jogadores, Tales of Eternia deixou as batalhas consideravelmente mais rápidas e retirou a pausa durante as magias encontradas nos títulos anteriores e introduziu os conhecidos Hi-Ougis (com nomes variados em cada jogo, mas chamados de Mystic Arts nos títulos mais recentes), que foram aproveitados ao máximo em Tales of Destiny 2. Além disso, um contador de hits passou a ser mostrado, levando a impressionantes combos que são gravados e popularmente circulados entre os fãs da série. Os Tales mais novos estenderam esse sistema de batalhas de formas diferentes: Tales of Symphonia adicionou um campo de batalhas 3D, mas manteve o encontro linear entre o personagem controlado e o inimigo; Tales of the Abyss foi além disso e oferece a modalidade "Free Run", onde é possível correr livremente pelo campo 3D, similar a Star Ocean 3. Já Tales of Rebirth incrementou o sistema 2D oferecendo três linhas de movimento ao campo de batalha, ao invés de apenas um. Tales of the Tempest aprimorou a modalidade de três linhas, combinando-o com um sistema completamente 3D. O novo sistema de batalhas apresentado em Tales of Destiny Remake (PS2) é o Aerial Linear Motion Battle System ("Sistema de Batalhas de Movimentação Linear Aérea", AR-LMBS) e oferece possibilidades infinitas de combos com o que chamamos de Chain Capacity. Usando a capacidade de criar "correntes", é possível combinar quantos ataques você quiser até seu CC acabar. Mais informação pode ser encontrada no Site oficial japonês de Tales of Destiny Remake.

### Dublagem
A série Tales of frequentemente possui Seiyuus (dubladores japoneses) populares e bem conhecidos, tais como Takehito Koyasu (Jade Curtiss em Tales of the Abyss), Nana Mizuki (Colette Brunel em Tales of Symphonia, Hikaru Midorikawa (Leon Magnus em Tales of Destiny e Judas em Tales of Destiny 2), Nobuyuki Hiyama (Veigue Lungberg em Tales of Rebirth), etc. As versões americanas também tiveram dubladores conhecidos ou famosos, como Tara Strong (Presea Combatir em Tales of Symphonia e Norma Beatty em Tales of Legendia), Cam Clarke (Kratos Aurion em Tales of Symphonia e Will Raynard em Tales of Legendia), Heather Halley (Chloe Valens em Tales of Legendia e Tear Grants em Tales of the Abyss), Johnny Yong Bosch (Guy Cecil em Tales of the Abyss e Emil Castagnier em Tales of Symphonia: Dawn of the New World), etc.
A companhia de dublagem para o idioma inglês Cup of Tea Productions vem trabalhado com a Namco Bandai fielmente, fornecendo vozes aos personagens da série em todas as localizações a partir de Tales of Legendia.
Apesar de alguns jogos terem recebido traduções para outros idiomas na Europa, a dublagem nas localizações é sempre inglesa. Até o lançamento de Tales of the Abyss, todos os títulos da série possuiam Skits sem vozes em sua versão Ocidental (com exceção de Tales of Legendia, que possui Skits em menor duração e quantidade que o resto da série, mas teve seus Skits dublados na versão americana). A partir de Tales of Vesperia, a Namco prometeu brindar a América com Skits inteiramente dublados em suas próximas localizações. Curiosamente, os títulos lançados no Nintendo DS possuem dublagem de Skits apenas parcial. Acredita-se que seja devido a falta de espaço no cartucho.

## Lista de jogos da série

### Série Principal (Mothership Titles)
| Lançamento             | Título              | Produzido por                       | Plataforma           | Regiões      |
| ---------------------- | ------------------- | ----------------------------------- | -------------------- | ------------ |
| 15 de dezembro de 1995 | Tales of Phantasia  | Wolf Team, Namco                    | SFC                  | JPN          |
| 23 de dezembro de 1997 | Tales of Destiny    | Telenet Japan, Namco                | PSX                  | JPN, NA      |
| 30 de novembro de 2000 | Tales of Eternia[1] | Telenet Japan, Namco                | PSX                  | JPN, NA      |
| 29 de novembro de 2002 | Tales of Destiny 2  | Telenet Japan, Namco (Team Destiny) | PS2                  | JPN, ROC, HK |
| 29 de agosto de 2003   | Tales of Symphonia  | Namco Tales Studio (Team Symphonia) | GCN                  | JPN, NA, EUR |
| 16 de dezembro de 2004 | Tales of Rebirth    | Namco Tales Studio (Team Destiny)   | PS2                  | JPN          |
| 28 de maio de 2005     | Tales of Legendia   | Namco (Team MelFes)                 | PS2                  | JPN, NA      |
| 15 de dezembro de 2005 | Tales of the Abyss  | Namco Tales Studio (Team Symphonia) | PS2                  | JPN, NA      |
| 6 de dezembro de 2007  | Tales of Innocence  | Alfa System                         | DS                   | JPN          |
| 7 de agosto de 2008    | Tales of Vesperia   | Namco Tales Studio (Team Symphonia) | Xbox 360             | JPN, NA, EUR |
| 18 de dezembro de 2008 | Tales of Hearts     | Namco Tales Studio                  | DS                   | JPN          |
| 10 de dezembro de 2009 | Tales of Graces     | Namco Tales Studio                  | Wii                  | JPN          |
| 8 de setembro de 2011  | Tales of Xillia     | Namco Tales Studio                  | PS3                  | JPN, NA, EUR |
| 1 de novembro de 2012  | Tales of Xillia 2   | Bandai Namco Studios                | PS3                  | JPN, NA, EUR |
| 22 de janeiro de 2015  | Tales of Zestiria   | Bandai Namco Studios                | PS3, PS4, PC         | JPN, NA, EUR |
| 18 de agosto de 2016   | Tales of Berseria   | Bandai Namco Studios                | PS3, PS4, PC         | JPN, NA, EUR |
| 9 de setembro de 2021  | Tales of Arise      | Bandai Namco Studios                | PC, PS4, PS5, X1, XS | WW           |

Detalhes: ¹ Tales of Eternia foi lançado no Ocidente como Tales of Destiny II devido a problemas com direitos autorais. Não Confundir com Tales of Destiny 2.

### Remakes e Ports
| Lançamento              | Título                                  | Plataforma       | Produzido por                       | Detalhes | Regiões      |
| ----------------------- | --------------------------------------- | ---------------- | ----------------------------------- | --- | ------------ |
| 23 de dezembro de 1998  | Tales of Phantasia                      | PSX              | Telenet Japan, Namco                | Gráficos, áudio, sprites etc. melhorados. | JPN          |
| 1 de agosto de 2003     | Tales of Phantasia                      | GBA              | Namco Tales Studio                  | Port da versão do Super Famicom com alguns elementos da versão do PSX.                                                                                                  | JPN, NA, UK  |
| 22 de setembro de 2004  | Tales of Symphonia                      | PS2              | Namco Tales Studio (Team Symphonia) | Extras e bugs corrigidos. | JPN          |
| 3 de março de 2005      | Tales of Eternia                        | PSP              | Namco Tales Studio                  | Efeitos das batalhas refeitos, bugs corrigidos, videos extras. | JPN, AU, EUR |
| 7 de setembro de 2006   | Tales of Phantasia ~ Full Voice Edition | PSP              | Namco Tales Studio                  | Port da versão do Playstation. Novos elementos, bugs corrigidos, personagens ganharam novos sprites durante as batalhas. A história principal foi inteiramente dublada. | JPN          |
| 30 de novembro de 2006  | Tales of Destiny                        | PS2              | Namco Tales Studio (Team Destiny)   | Jogo inteiramente refeito. | JPN          |
| 15 de dezembro de 2007  | Tales of Destiny 2                      | PSP              | Alfa System                         | Alguns extras e bugs corrigidos. | JPN          |
| 31 de janeiro de 2008   | Tales of Destiny Director's Cut         | PS2              | Namco Tales Studio (Team Destiny)   | Adicionado "Leon Side" ao remake do PS2, alguns bugs corrigidos. | JPN          |
| 19 de março de 2008     | Tales of Rebirth                        | PSP              | Namco Tales Studio                  | Cenas extras e bugs corrigidos. | JPN          |
| Q4 2009                 | Tales of Vesperia                       | PS3              | Namco Tales Studio (Team Symphonia) | Nova personagem jogável e alguns extras. | JPN          |
| 30 de junho de 2011     | Tales of the Abyss                      | 3DS              | Namco Tales Studio                  | Uso das duas telas do 3DS e outras funções do portátil. | JPN, EUR, NA |
| 11 de janeiro de 2019   | Tales of Vesperia: Definitive Edition   | PS4, X1, PC, NSW | Namco Tales Studio                  | Remasterização do jogo para as plataformas de 8.ª geração. | WW           |
| 17 de fevereiro de 2023 | Tales of Symphonia                      | PS4, X1, NSW     | Bandai Namco Studios                | Remasterização do jogo para as plataformas de 8.ª geração. | WW           |

### Títulos secundários (Escort Titles)
Diferente dos títulos da série principal, "Escort Titles" são considerados histórias paralelas (Gaiden) na série Tales of.

#### Originais
Independentes de outros títulos, são jogos com mundos e personagens originais.
| Lançamento            | Título               | Produzido por | Plataforma | Regiões |
| --------------------- | -------------------- | ------------- | ---------- | ------- |
| 26 de outubro de 2006 | Tales of the Tempest | Dimps         | DS         | JPN     |

#### Jogos de luta
A Bandai-Namco anunciou Tales of Versus em 2009 como primeiro jogo de luta da série. Aparentemente terá funções online.
| Lançamento          | Título               | Produzido por      | Plataforma | Regiões |
| ------------------- | -------------------- | ------------------ | ---------- | ------- |
| 6 de agosto de 2009 | Tales of VS (Versus) | Namco Tales Studio | PSP        | JPN     |

#### Sequências Spin-off
Jogos que são continuações diretas dos títulos da série principal.
| Lançamento             | Título                                    | Produzido por      | Plataforma | Regiões |
| ---------------------- | ----------------------------------------- | ------------------ | ---------- | ------- |
| 10 de novembro de 2000 | Tales of Phantasia: Narikiri Dungeon      | Namco              | GBC        | JPN     |
| 7 de março de 2003     | Tales of the World: Summoner's Lineage    | Namco              | GBA        | JPN     |
| 26 de junho de 2008    | Tales of Symphonia: Dawn of the New World | Namco Tales Studio | Wii        | JPN, NA |

#### Tales of the World
Uma série de jogos que apresentam diversos personagens de todos os jogos da série principal. É direcionada a fãs da série, e apresenta histórias que não são "canon" (são apenas ficções e não fazem parte da história real de cada jogo).
| Lançamento             | Título                                  | Produzido por | Plataforma | Regiões      |
| ---------------------- | --------------------------------------- | ------------- | ---------- | ------------ |
| 25 de outubro de 2002  | Tales of the World: Narikiri Dungeon 2  | Alfa System   | GBA        | JPN          |
| 6 de janeiro de 2005   | Tales of the World: Narikiri Dungeon 3  | Alfa System   | GBA        | JPN          |
| 21 de dezembro de 2006 | Tales of the World: Radiant Mythology   | Alfa System   | PSP        | JPN, NA, EUR |
| 29 de janeiro de 2009  | Tales of the World: Radiant Mythology 2 | Alfa System   | PSP        | JPN          |

#### Tales of Fandom
Essa série apresenta jogos focados na leitura, com minigames, direcionados a fãs da série que gostariam de saber mais sobre a história de seus personagens favoritos.
| Lançamento            | Título                | Produzido por      | Plataforma | Regiões |
| --------------------- | --------------------- | ------------------ | ---------- | ------- |
| 31 de janeiro de 2002 | Tales of Fandom Vol.1 | Namco              | PSX        | JPN     |
| 28 de junho de 2007   | Tales of Fandom Vol.2 | Namco Bandai Games | PS2        | JPN     |

### Tales of Mobile
Há uma série de games Tales of para celulares. Como os jogos foram desenvolvidos exclusivamente para modelos de celulares japoneses e não foram produzidos pela equipe de produção Tales Studios, pouco se sabe sobre esses jogos.
| Lançamento              | Título                               |
| ----------------------- | ------------------------------------ |
| 16 de fevereiro de 2004 | Tales of Tactics                     |
| 31 de janeiro de 2005   | Tales of Breaker                     |
| 14 de outubro de 2005   | Tales of Commons                     |
| 16 de novembro de 2005  | Tales of Tactics Gaiden              |
| 21 de junho de 2006     | Tales of Wahrheit                    |
| 31 de janeiro de 2008   | Tales of the World: Material Dungeon |

### Online
Apenas um MMORPG baseado em um jogo da série principal foi lançado. Esse jogo nunca saiu do Japão, e o servidor oficial foi permanentemente fechado em 31 de março de 2007.
| Lançamento         | Título                  |
| ------------------ | ----------------------- |
| 3 de março de 2006 | Tales of Eternia Online |

## Outros
Além dos jogos, Tales of está na mídia. Existem mangás, romances, CDs de áudio e até animes que contam as histórias dos jogos ou as complementam. Infelizmente, nada disso jamais saiu do Japão, com exceção do anime Tales of Phantasia: The Animation que foi lançado em DVD totalmente dublado em inglês e o anime tales of abyss baseado no jogo de ps2.

### Anime
- Tales of Eternia: The Animation (8 de janeiro a 26 de março de 2001) | 13 Episódios
- Tales of Phantasia: The Animation (25 de novembro de 2004 a 24 de fevereiro de 2006) | 4 Episódios
- Tales of Symphonia: The Animation (8 de junho a 21 de dezembro de 2007) | 4 Episódios
- Tales of Symphonia: The Animation Tethe'alla hen | 4 episódios
- Tales of the Abyss (4 de outubro de 2008 a 20 de março de 2009) | 26 Episódios
- Tales of Zestiria the X (10 de julho de 2016 a 25 de setembro de 2016) | 12 Episódios

Uma nova saga de 4 episódios de Tales of Symphonia já foi anunciada.

## Enredo
A trama da maioria dos jogos da série não tem qualquer ligação um com o outro. Existem alguns jogos com pequenas referências, mas cada jogo pode ser aproveitado por ele mesmo sem que o jogador tenha qualquer conhecimento da história dos jogos anteriores, com a exceção de Tales of Symphonia: Dawn of the New World e Tales of Destiny 2.

### Linha do Tempo de Aselia
A história dos jogos nessa sequência acontecem no mesmo mundo, mas com muitos anos de diferença um do outro, exceto por Tales of Symphonia e sua sequência direta.
- Tales of Symphonia
  - Acontece quatro mil anos antes de Tales of Phantasia.
- Tales of Symphonia: Dawn of the New World
  - Começa 2 anos após a história de Tales of Symphonia.
- Tales of Phantasia
  - Acontece em três períodos diferentes, o "presente" é o ano 4304 do calendário de Aselia.
- Tales of Phantasia: Narikiri Dungeon
  - Foca em Mel e Dio 104 anos após o "presente" de Tales of Phantasia.
- Tales of the World: Summoner's Lineage
  - Uma sequência 411 anos após o "futuro" de Tales of Phantasia, no ano de 4765, com o protagonista Fulein K. Lester, descendente de Klarth.

### Linha do Tempo de Destiny
Tales of Destiny 2 é uma sequência imediata de Tales of Destiny.
- Tales of Destiny
  - Conta a história de Stan Aileron e dos outros Swordian Masters.
- Tales of Destiny 2
  - Conta a história do filho de Stan Aileron e Rutee Katret, Kyle Dunamis. Começa 18 anos após Tales of Destiny e se diverge em diversos períodos diferentes, incluindo uma linha do tempo alterada.

### Linha do Tempo de Zestiria e Berseria
- Tales of Zestiria
  - Acontece em um período pós-Berseria, apesar do continente possuir nomenclatura diferente.
- Tales of Berseria
  - Se passa em um período anterior a Zestiria, possuindo várias características de mundo entre ambos os jogos.[2]